# إبطال حق الشفعة
في نظریة التحصين یتكون إبطال حق الشفعة من «محتوى محدد یمكن أن تستخدمه أجهزة الاستقبال لتعزیز المواقف ضد التغییر الحادث»  وبالاعتماد علي ماجوایر وباباجورجیز واف بي ال وآخرون تم تحديد إبطال حق الشفعة كخطوة من عملیة التلقیح؛ تفترض النظریة أن المعالجة المسبقة لدحض عملیة الشفعة، تؤدي إلى نتائج یحتمل أن تكون مضرة بموقف المتلقي كما توفر دحض مباشر لذلك المحتوى في وجود بیئة داعمة تهدد الفرد، وهذا یثیر الدافع لتعزیز الحجج الداعمة لمواقف المتلقي، وبالتالي منح المجابهة بدلًا من تزوید المتلقي بأدلة داعمة إضافیة حول صحة معتقداتهم التي یتمسكون بها، ویتم تزوید المتلقي بالوسائل المضادة التي قد یواجهونها في المستقبل والتي قد تتحدى معتقداتهم. تنخفض فعالیة هذا التلقیح«التحصين» في المقابل یزداد مستوى الجهد المطلوب من قبل المتلقي للدفاع عن هذا الاعتقاد.